# 羅塞斯之圍
罗塞斯之围（法語：Siège de Roses）发生于1808年11月7日至同年12月5日。此役中，由洛朗·古维翁-圣西尔率领的法国军队包围了由彼得·奥戴利指挥的加泰罗尼亚和西班牙驻军。经过长达一个月的围攻，罗塞斯和该镇港口都被法军占领，附近的三一城堡被超过13,000名法国和意大利步兵、炮兵和骑兵继续围困，最终城堡和内部守军向法国军队投降。罗塞斯位于西班牙加泰罗尼亚赫罗纳东北部43公里处。此次战役属于拿破仑战争中半岛战争的一部分。
1808年夏秋两季，由胡安·米格尔率领的24,000名西班牙士兵在巴塞罗那孤立了由纪尧姆·菲利贝尔·杜赫斯梅指挥的法国军团。洛朗·古维翁-圣西尔的任务是带着23,000名士兵掩护杜赫斯梅的部队向法国撤退。洛朗·古维翁-圣西尔面前的第一个障碍是羅塞斯的避风港，这里由一座大型城堡保卫，海上通道则由岬角城堡保卫。罗萨斯的3,500名加泰罗尼亚和西班牙守军大多是当地的民兵，剩下有一小部分则是正规军。尽管罗伯特·哈洛威尔上尉指挥的几艘英国军舰对法国防线进行了轰炸，且加泰罗尼亚守军与由托马斯·科克伦指挥的一艘载有38门火炮的英国军舰一起抵御法军进攻。但守军仍然无法阻止法军围攻线的推进。罗塞斯守军最终投降，城堡内的士兵和平民被囚禁在菲格雷斯，城堡的当地守军被英国人带到南部沼泽地加入另一支西班牙军队。洛朗·古维翁-圣西尔仍然需要绕过赫罗纳以援助杜赫斯梅的士兵。于是这位法国将军进行了一次大胆但冒险的行动，导致12月16日卡德德乌战役的爆发。

## 背景

### 最初行动
法皇拿破仑一世密谋取代西班牙王国的王室。根据他的计划，法军在1808年2月占领了包括巴塞罗那在内的几个关键据点。2月29日，朱塞佩·莱奇的法国军队正在通过巴塞罗那行进，表面上是为了前往葡萄牙作战。此时莱奇进行了一次军事检阅，但这是为了获得对堡垒的控制权。法军士兵们行军经过要塞正门时，突然冲入并夺取了要塞，一头雾水的西班牙守备军则被赶出防御工事。在其他关键点中，法军还控制了圣塞巴斯蒂安、潘普洛纳和菲格拉斯。1808年5月2日，愤怒的西班牙人民开始反抗法国占领者。
1808年6月，由纪尧姆·菲利伯特·杜赫斯梅将军指挥的12,710人的法意军团守卫着巴塞罗那。马德里的法国当局满怀信心地期望杜赫斯梅的军队能迅速平息加泰罗尼亚的叛乱，但他们严重低估了当地叛乱的严重性。加泰罗尼亚大量的民兵开始不断骚扰当地的法军。六月，杜赫斯梅在赫罗纳战役中被击退。
终于醒悟过来的拿破仑命令奥诺雷·雷耶将军和一支增援部队向杜赫斯梅提供援助。但这些部队质量低下，且分散在法国南部，但雷耶迅速拼凑了这支部队的一小部分，并成功地援救了菲格雷斯的法国驻军。在剩下的部队集结完毕后，雷耶向罗塞斯港进军。

### 对罗塞斯的第一次攻击

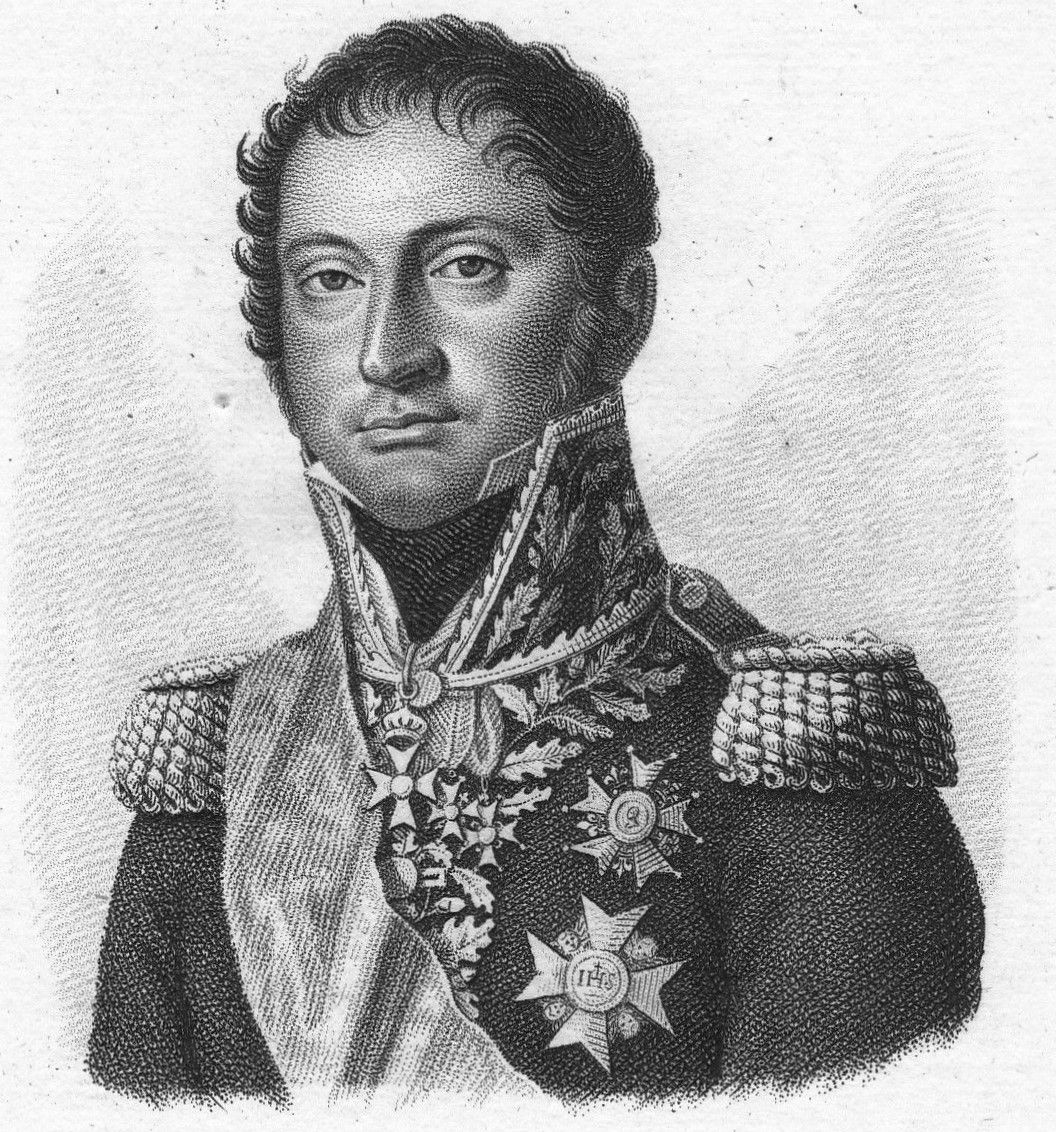
奥诺雷·雷耶

雷耶麾下有4,000人和两门火炮。这些部队包括第113线列步兵团的两个营、比利牛斯东方卫队的560名士兵、瑞士第二步兵团的两个连、700名宪兵和预备队。罗萨斯由大约800名西班牙正规军和400名加泰罗尼亚民兵保护，附近的山丘上还有5,000名在胡安·卡洛斯上校领导下的民兵。英国军舰蒙塔古号罗伯特·奥特威上尉的带领下在港口外逗留，战舰上的海军陆战队上岸并提供帮助。雷耶于1808年7月11日发动第一次进攻，但他的部队被击退，并有200人伤亡。西班牙守军的损失则很小。
在第一次进攻罗萨斯受挫后，雷耶朝赫罗纳的方向移动。当他到达那里时，他与杜赫斯梅一起发起了第二次赫罗纳战役。与此同时，由德尔帕拉西奥侯爵指挥的来自巴利阿里群岛的5,000名西班牙正规军登陆塔拉戈纳。1808年8月1日，德尔帕拉西奥被任命为加泰罗尼亚总司令，大批加泰罗尼亚民兵加入了他的正规军并开始封锁巴塞罗那。莱奇将军的3,500名意大利-瑞士士兵保卫了这座城市。在随时可能反抗的庞大人口中，莱奇在被迫放弃他的前哨后开始向 杜赫斯梅发送战报。
尽管杜赫斯梅为围攻行动召集了13,000名士兵，但在7月24日开始并一直拖到8月16日之后，它以失败告终。当他的攻城线被卡尔达格斯率领的一支部队从后方袭击时，杜赫斯梅放弃了，并下令撤退。法军掩埋了沉重的攻城炮，烧毁了补给品，然后返回巴塞罗那，而雷耶则返回菲格雷斯。在沿海岸公路行进时，杜赫斯梅的部队遭到托马斯·科克伦指挥的英国护卫舰轰炸。面对英国战舰的威胁和民兵的破坏，法军撤离海岸的公路。杜赫斯梅的手下将八门野战炮抛入海中并留下他们的行李车后转入山区，最终于8月20日抵达巴塞罗那。一个消息来源将法国士兵描述为“饥饿的、士气低落的暴徒”。10月，拿破仑任命洛朗·古维翁·圣西尔将军和一个新的军团来解救巴塞罗那。

### 抵抗势力

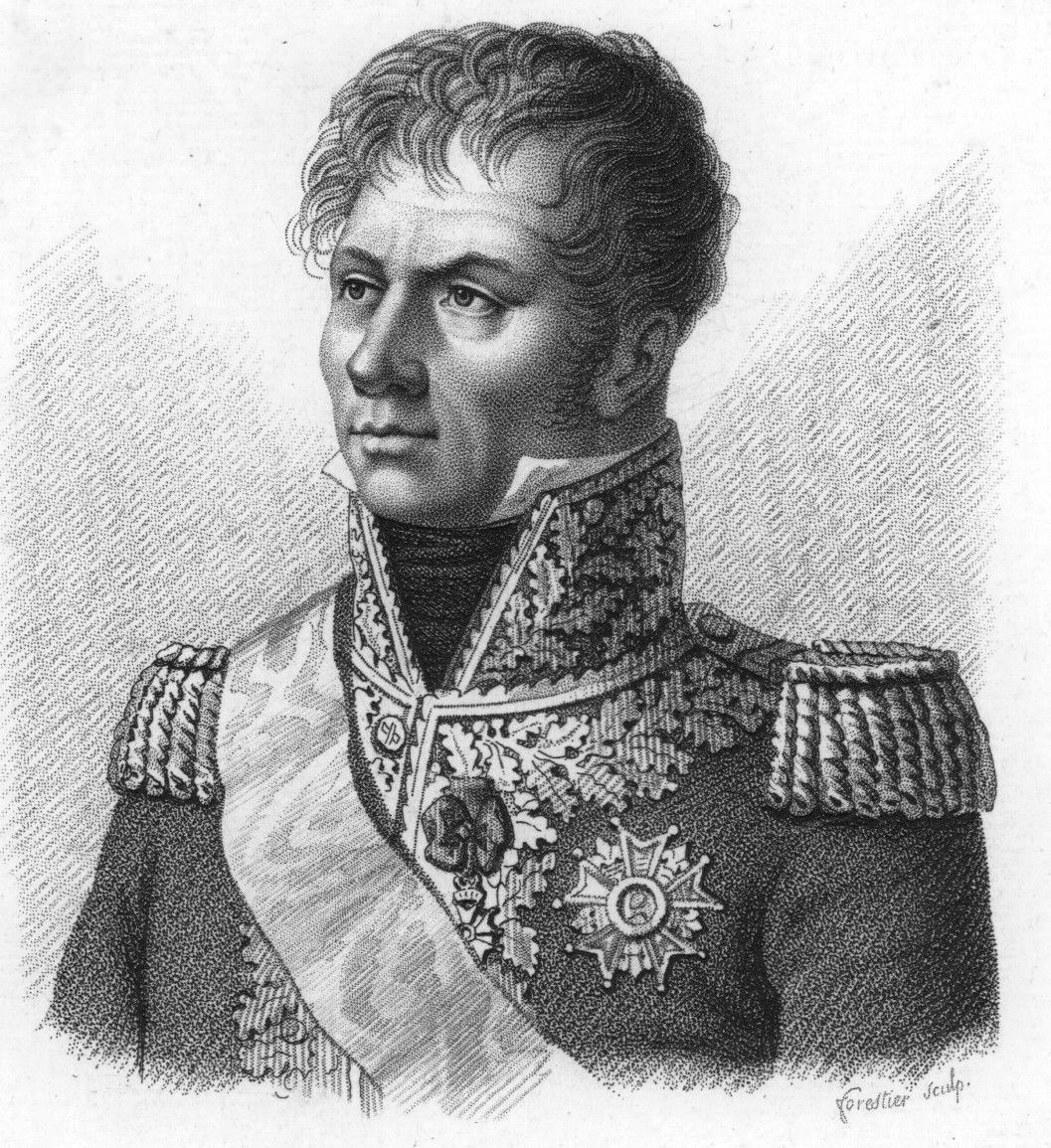
洛朗·古维翁·圣西尔

新成立的第七军由六个步兵师和三个骑兵旅组成。查布兰的第1师、莱奇的第2师，以及贝西埃尔和施瓦茨的骑兵旅与杜赫斯梅一起驻扎在巴塞罗那内部。与洛朗·古维翁·圣西尔同行的是里耶的第3师、约瑟夫·苏厄姆的第4师、多米尼克·皮诺的第5师、路易·查波特的第6师，和雅克·丰塔纳的骑兵旅。这支军队还有一个独立的龙骑团。包括杜赫斯梅的滞留部队在内，第七军共有42,380名士兵。为了建立这支部队，拿破仑不得不将军队从意大利转移到西班牙。10月28日，法军的攻城重炮终于抵达西班牙。
杜赫斯梅的10,000名士兵被困在巴塞罗那，并已经陷入绝境，但德尔帕拉西奥并没有全力开展进攻。相反，他命令卡尔达格斯的2,000名正规军和4,000到5,000名民兵驻扎在附近，自己的大部队则留在塔拉戈纳，远离战场。杜赫斯梅则定期派出强大的小分队通过掠夺村庄为他的士兵提供补给。10月12日，在一支外出的小分队被消灭后，掠夺行动终于停止了。最后，在10月28日，加泰罗尼亚军政府用胡安·米格尔·德·维维斯·费利乌将军取代了德尔帕拉西奥。新任指挥官是比利牛斯山战争的老兵，曾在1794年的布卢战役中指挥过西班牙左翼。德·维维斯于11月6日袭击了法军的前哨线。但此后，西班牙人一直保持沉默，直到11月26日德·维维斯的再次进攻迫使法军全部撤回巴塞罗那城墙内。
1808年秋天，加泰罗尼亚军队的20,031人被编成一个先锋队、四个师和一个预备队。马里亚诺·阿尔瓦雷斯·德卡斯特罗（Mariano Álvarez de Castro）率领先锋队，率领10个营的5500名步兵和一个骑兵中队的100名骑兵。卡尔达格斯指挥第1师，有7个营的4,528名步兵，四个骑兵中队的400名骑兵，以及由70名炮兵控制的六门火炮。拉古纳将军指挥第2师，有5个营的2,076名士兵，两个骑兵中队的200名骑兵，以及由84名炮手控制的7门火炮。加斯帕·戈麦斯·德拉塞尔纳率领第3师，有5个营的2,458人，弗朗西斯科·米兰斯·德尔·博斯则率领第4师，有4个营的3,710人。此外，这只西班牙部队还有一个预备队，包括777名步兵、80名骑兵和48名炮兵，配备有4门火炮。

## 围城

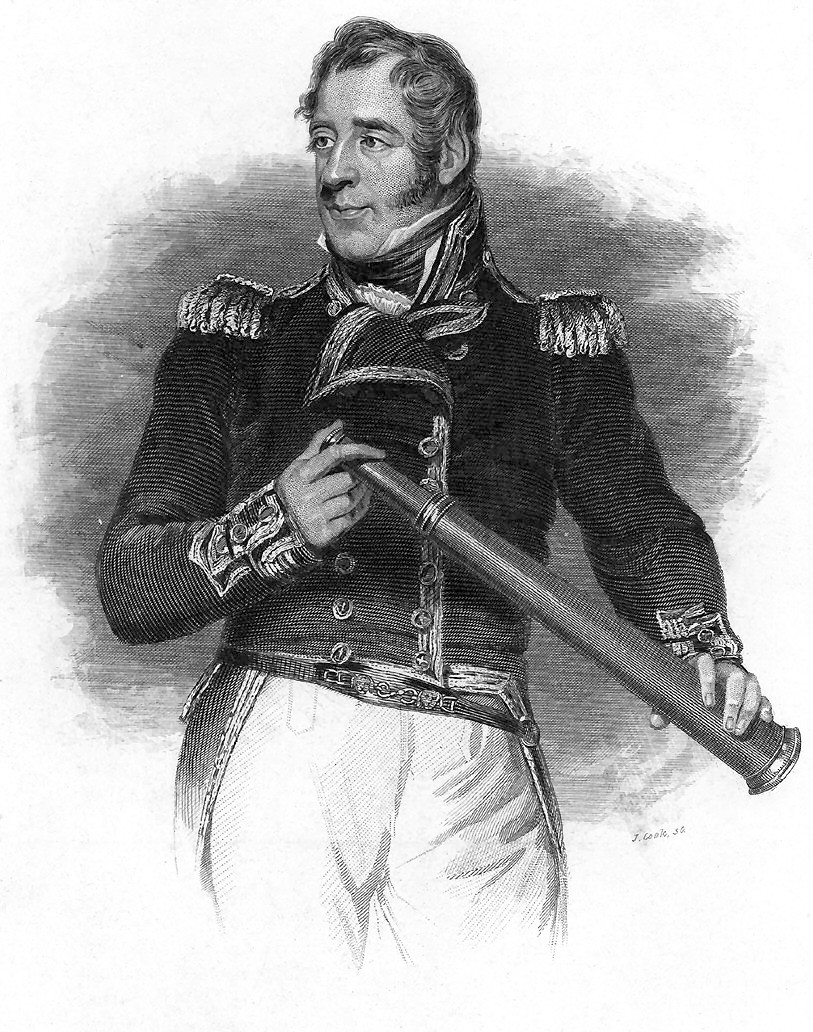
托马斯·科克伦

洛朗·古维翁·圣西尔的部队总人数为23,000人。他任命里耶负责围攻罗萨斯，而他和其他部队则在附近驻扎以阻止任何救援行动。里耶有12,000名士兵，由4门火炮提供支援。
罗萨斯驻军由彼得·奥戴利上校指挥的3,500名士兵和58门火炮组成。提供海军支援的是英国的一艘三级战舰，此外还有两艘炮艇。科克伦的巡防舰在稍后抵达。

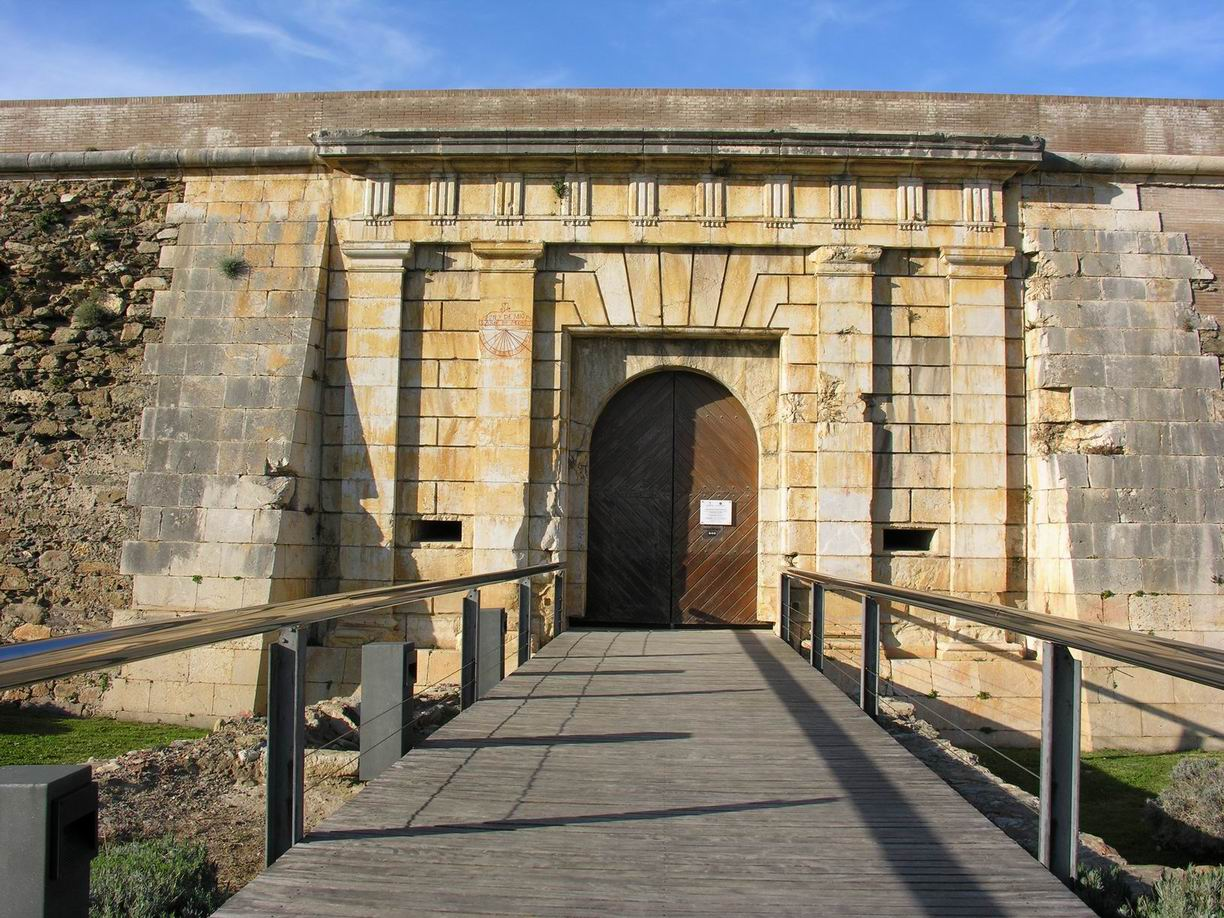
罗萨斯堡垒

罗萨斯有一个沃邦城堡（Ciutadella de Roses）和三一城堡（Castell de la Trinitat）。1543年，神圣罗马帝国皇帝查理五世下令建造这些防御工事。该城于1645年、1693年和1794-1795年三次被围困。城堡是一个经过修改的五个堡垒。四个半月形的工事覆盖了除海面之外的所有面。三一城堡是一座离海平面60米的堡垒。三一城堡位于罗萨斯西部2公里处的一个岬角上。
11月8日，趁浓雾笼罩了这片土地，奥戴利的守备部队向雷耶的营地发起进攻，另一队民兵则趁机袭击了洛朗·古维翁·圣西尔的军团。这两次行动都没有阻止法军的围攻。那天，所有平民都从海路撤离了该镇。经过一周的大雨，雷耶袭击了三一城堡，但被击退。法军的攻城重炮于11月16日抵达罗萨斯，雷耶的士兵很快为他们挖了阵地。尽管他有很多可用的士兵，但德维夫斯拒绝前往罗萨斯援救守军。另一只西班牙部队试图从赫罗纳前往罗萨斯，但在弗鲁维亚河被拦截。
意大利人于11月26日成功攻入罗萨斯。这使得里耶能够建造一个威胁英国军舰的炮台。大约在这个时候，奥戴利得到了一个营的正规军增援。28日，雷耶要求守军投降，但奥戴利拒绝了。科克伦随后抵达并接管了当地的英国军舰。11月30日，皮诺的法军士兵试图突袭守军的堡垒，但没有成功。在此次进攻失败后，里耶放弃了进攻堡垒的计划并下令全力攻击城墙。
法军的轰炸很快就在城墙上炸开了一个缺口。12月3日，西班牙指挥官派出500人去夺取法军的主炮台。但这次袭击失败了，西班牙人损失惨重，袭击者混乱地返回了他们的阵地。4日，里耶的战壕距离城墙仅有183米，他的部队准备进行强攻。奥戴利随即下令无条件投降，12月5日，2,366名西班牙士兵放下了武器。在围攻期间，西班牙平民额外伤亡约700人。投降当天中午，在加泰罗尼亚和西班牙的旗帜被降下后，科克伦放弃了城堡，并下令用英军战舰上的火炮摧毁陆地堡垒和塔楼，并将城堡内的180名守军运走。但法军猛烈的炮火阻止了英军营救其余的驻军。法意联军于此役中大约有1000人阵亡、受伤或死于疾病。

## 结果
在花了整整一个月的时间来占领罗萨斯之后，法军必须尽快打通补给线以营救形势危急的杜赫斯梅。洛朗·古维翁·圣西尔可以通过两条路到达巴塞罗那。但沿海公路由于在科克伦战舰火炮的射程之内而及其危险。赫罗纳和该城的顽强守军则挡在内陆道路上。为了迷惑德维夫斯，洛朗·古维翁·圣西尔带着15,000名步兵和1,500名骑兵抵达了赫罗纳。但第二天，圣西尔突然带领他的部队进入山区。12日，他的部队绕过赫罗纳，并于15日到达圣塞洛尼的内陆公路。这为1808年12月16日的卡德德乌战役奠定了基础。

## 脚注
1. ↑  Gates 2002，第10-11頁.
2. ↑  Rickard 2008b.
3. ↑  Gates 2002，第12頁.
4. ↑  Gates 2002，第482頁.
5. ↑  Gates 2002，第59-61頁.
6. 1 2  Gates 2002，第61頁.
7. ↑  Smith 1998，第262頁.
8. 1 2  Rickard 2008s.
9. ↑  Smith 1998，第265-266頁.
10. ↑  Gates 2002，第62頁.
11. ↑  Gates 2002，第486頁.
12. 1 2 3 4 5 6 7 8  Rickard 2008r.
13. ↑  Prats 2007.
14. ↑  Gates 2002，第484頁.
15. ↑  Nafziger 1808.
16. 1 2 3  Smith 1998，第271-272頁.
17. ↑  Goode 2010.
18. ↑  Ostermann 1987，第415頁.
19. 1 2  Gates 2002，第64頁.
20. ↑  Rickard 2008c.

## 延伸阅读
- Reay, Justin. . Roses: Ajuntament de Roses. 2008.